# Шкофя Лока
 Тази статия е за града в Словения.  За общината вижте Шкофя Лока (община).  
Шкофя Лока (на словенски: Škofja Loka) е град в Словения, център на община Шкофя Лока в Горенския регион. Разположен е на 15 km северозападно от Любляна, при сливането на реките Поляне Сора и Селца Сора. Споменава се за пръв път през 973 година, когато става владение на епископите на Фрайзинг, под чиято власт остава до присъединяването си към австрийското Херцогство Крайна през 1803 година. Населението му е 11 611 души (по приблизителна оценка от януари 2018 г.).

## Личности
Родени в Шкофя Лока:
- Иван Таучар (1851 – 1923) – словенски писател;
- Антон Ажбе (1862 – 1905) – словенски  художник;
- Ян Облак (1993 – ) – словенски футболист, вратар.